# Septembre 2006 en sport
Cette page concerne l'actualité sportive du mois de septembre 2006.

## Vendredi1erseptembre
- Basket-ball, demi-finales du Championnat du monde de basket masculin 2006 :
  -  Espagne 75 -74  Argentine
  -  Grèce 101 - 95  États-Unis.

- Basket-ball, WNBA : victoire des Detroit Shock sur les Sacramento Monarchs par 73 à 63 pour égaliser  dans la série.

- Cyclisme, septième étape du Tour d'Espagne : l'Espagnol Alejandro Valverde remporte l'étape et le Slovène Janez Brajkovič prend le maillot or de leader du classement général du Tour d'Espagne 2006.

## Samedi2 septembre
- Cyclisme, huitième étape du Tour d'Espagne : le Kazakh Alexandre Vinokourov remporte l'étape et le Slovène Janez Brajkovič conserve le maillot or de leader du classement général du Tour d'Espagne 2006.

- Football, qualifications pour l'Euro 2008 : logique respectée sauf pour les champions du monde italiens, accrochés à domicile par la Lituanie (1-1), et à un degré moindre pour les Polonais, battus 3-1 à domicile par la Finlande.

- Rugby à XV :
  - Tri-nations 2006 : l'Afrique du Sud bat la Nouvelle-Zélande par 21-20 au Royal Bafokeng Stadium à Rustenburg.
  - Championnat d'Angleterre : reprise du Premiership avec un carton de Bristol Rugby face à Worcester Rugby (41-11).

## Dimanche3 septembre
- Athlétisme, meeting ISTAF de la Golden League à Berlin : les Américains Jeremy Wariner (400 mètres masculin) et Sanya Richards (400 mètres féminin) et le Jamaïcain Asafa Powell (100 mètres masculin) restent invaincus en Golden League cette saison.

- Rallye automobile : Sébastien Loeb remporte au Rallye du Japon son 27e rallye et bat le record de Carlos Sainz (26).

- Basket-ball : 
  - la finale du Championnat du monde de basket masculin 2006 est remportée par l'Espagne : Espagne 70 - 47  Grèce
  - WNBA : les Sacramento Monarchs remportent le troisième match de la série finale sur les Detroit Shock par 89 à 69 pour mener 2 victoires à 1.

- Cyclisme, neuvième étape du Tour d'Espagne : le Kazakh Alexandre Vinokourov remporte l'étape et l'Espagnol Alejandro Valverde prend le maillot or de leader du classement général du Tour d'Espagne 2006.

- Sports équestres : clôture des Jeux équestres mondiaux avec la finale tournante de saut d'obstacles et la victoire après un barrage historique à trois cavaliers du Belge Jos Lansink avec CumanoCavalor.

- Tennis : battu par l'Allemand Benjamin Becker au 4e tour de l'US Open, Andre Agassi tire sa révérence après une carrière professionnelle de 21 ans.

## Mardi5 septembre
- Cyclisme, dixième étape du Tour d'Espagne : le Portugais Sérgio Paulinho remporte l'étape et l'Espagnol Alejandro Valverde conserve le maillot or de leader du classement général du Tour d'Espagne 2006.

## Mercredi6 septembre
- Cyclisme, onzième étape du Tour d'Espagne : l'Espanol Egoi Martínez remporte l'étape et l'Espagnol Alejandro Valverde conserve le maillot or de leader du classement général du Tour d'Espagne 2006.
- Football, qualifications pour l'Euro 2008 : le choc du jour opposait les deux derniers finalistes de la Coupe du monde. La France s'impose 3-1 à domicile face à l'Italie. Le carton est pour l'Allemagne qui s'impose 13-0 contre Saint-Marin. La surprise vient d'Irlande du Nord avec la victoire des locaux face à l'Espagne (3-2).
- Baseball : le joueur vénézuélien, Anibal Sanchez a lancé un match sans coup sûr, le premier depuis le 8 mai 2004. Les Marlins de Floride ont battu les Diamondbacks de l'Arizona 2-0.

## Jeudi7 septembre
- Basket-ball, WNBA : les Detroit Shock, en remportant le quatrième match de la série par 72 à 52 sur les   Sacramento Monarchs, obligent ainsi les tenant du titre à disputer le match décisif.
- Cyclisme, douzième étape du Tour d'Espagne : l'Italien Luca Paolini remporte l'étape et l'Espagnol Alejandro Valverde conserve le maillot or de leader du classement général du Tour d'Espagne 2006.
- Football américain, NFL : coup d'envoi de la saison NFL 2006 avec en match d'ouverture les tenants du titre, les Pittsburgh Steelers, face aux Miami Dolphins. Les Steelers s'imposent 28-17 en marquant deux touchdowns en fin de partie après avoir été menés par les Dolphins.

## Vendredi8 septembre
- Cyclisme, treizième étape du Tour d'Espagne : l'Espagnol Samuel Sánchez remporte l'étape et l'Espagnol Alejandro Valverde conserve le maillot or de leader du classement général du Tour d'Espagne 2006.
- Handball, Championnat de France : match d'ouverture de la saison 2006-2007 avec une victoire de Dunkerque 29-28 dans la salle de Toulouse.

## Samedi9 septembre
- Basket-ball, WNBA : le match 5, décisif de la finale, oppose les Sacramento Monarchs, tenants du titre, aux Detroit Shock à Détroit. Les Detroit Shock enlèvent le 2e titre de leur histoire en remportant la victoire par 80 à 75.
- Cyclisme, quatorzième étape du Tour d'Espagne : le Britannique David Millar remporte l'étape qui se disputait contre la montre sur 33 km. L'Espagnol Alejandro Valverde conserve le maillot or de leader du classement général du Tour d'Espagne 2006.
- Football, Championnat d'Italie : ouverture du championnat pour la première fois depuis 1899 sans la Juventus, reléguée en Serie B.
- Hockey sur glace : ouverture de la saison 2006-2007 de la Ligue Magnus.
- Rugby à XV, Tri-nations 2006 : l'Afrique du Sud bat l'Australie 24-16 à l'Ellis Park Stadium de Johannesburg.
- Sport hippique : mort du cheval Electrocutionist, vainqueur de la Dubaï World Cup 2006
- Tennis, US Open : Maria Sharapova s'impose 6-4, 6-4 face à Justine Henin.

## Dimanche10 septembre
- Cyclisme, quinzième étape du Tour d'Espagne : L'Allemand Robert Förster remporte l'étape et l'Espagnol Alejandro Valverde conserve le maillot or de leader du classement général du Tour d'Espagne 2006.
- Sports équestres, Grand Prix du CSIO***** de Calgary au Canada : Eugénie Angot et Cigale du Taillis vainqueurs.
- Tennis, US Open : Roger Federer remporte son 9e titre du Grand Chelem en battant Andy Roddick en finale 6-2, 4-6, 7-5, 6-1.
- Formule 1 : Michael Schumacher remporte le grand prix d'Italie et revient à seulement deux points du leader du championnat du monde Fernando Alonso et champion du monde en titre. Pendant la conférence de presse, il annonce qu'il mettra un terme à sa carrière à la fin de la saison après avoir gagné sept titres de champion du monde.

## Mardi12 septembre
- Cyclisme, seizième étape du Tour d'Espagne : l'Espagnol Igor Antón remporte l'étape et son compatriote Alejandro Valverde conserve le maillot or de leader du classement général du Tour d'Espagne 2006.
- Football, première journée de la Ligue des champions 2006-2007 : 
  - FC Barcelone 5-0 Levski Sofia.
  - Chelsea 2-0 Werder Brême.
  - Bayern Munich 4-0 Spartak Moscou.
  - Sporting Portugal 1-0 Inter Milan.
  - Galatasaray 0-0 Girondins de Bordeaux.
  - PSV Eindhoven 0-0 Liverpool.
  - AS Rome 4-0 Chakhtior Donetsk.
  - Olympiakos 2-4 Valence CF.

## Mercredi13 septembre
- Cyclisme, dix-septième étape du Tour d'Espagne : l'Américain Thomas Danielson remporte l'étape et le Kazakh Alexandre Vinokourov prend le maillot or de leader du classement général du Tour d'Espagne 2006. Fin 2012, la victoire de Danielson lui est retirée[n 1].
- Football, première journée de la Ligue des champions 2006-2007 : 
  - Olympique lyonnais 2-0 Real Madrid;
  - Dynamo Kiev 1-4 Steaua Bucarest;
  - FC Copenhague 0-0 Benfica;
  - Manchester United 3-2 Celtic Glasgow;
  - Hambourg SV 1-2 Arsenal;
  - FC Porto 0-0 CSKA Moscou;
  - RSC Anderlecht 1-1 Lille OSC;
  - Milan AC 3-0 AEK Athènes.

## Jeudi14 septembre
- Cyclisme, dix-huitième étape du Tour d'Espagne : le Kazakh Andrey Kashechkin remporte l'étape et le Kazakh Alexandre Vinokourov conserve le maillot or de leader du classement général du Tour d'Espagne 2006.

## Vendredi15 septembre
- Cyclisme, dix-neuvième étape du Tour d'Espagne : l'Espagnol José Luis Arrieta remporte l'étape et le Kazakh Alexandre Vinokourov conserve le maillot or de leader du classement général du Tour d'Espagne 2006.

## Samedi16 septembre
- Cyclisme, vingtième étape du Tour d'Espagne : Le Kazakh Alexandre Vinokourov remporte l'étape et conforte son maillot or de leader du classement général du Tour d'Espagne 2006.

## Dimanche17 septembre
- Athlétisme, Coupe du monde des nations: victoire finale de l'Europe chez les hommes devant les États-Unis et l'Afrique. Chez les femmes, la Russie devance l'Europe et l'équipe des Amériques.
- Athlétisme, Championnat de France de semi-marathon à Roanne : victoire en individuel de Galmin en 1h 02 min 57 secondes et en équipe de l'Athleg .
- Cyclisme, Tour d'Espagne : victoire finale du kazakh Alexandre Vinokourov devant l'espagnol Alejandro Valverde. L'équipier de Vinokourov, le kazakh Andrey Kashechkin termine sur la troisième marche du podium.
Voir
- Moto : 
  - Championnats du monde de vitesse : lors du Grand prix d'Australie, victoire de Marco Mélandri en Moto GP, de Jorge Lorenzo en 250 cm3 et de Alvaro Bautista en 125 cm3. Avec cette victoire, celui(ci est déjà assuré du titre de champion du monde de la catégorie.
  - Bol d'or : victoire de l'équipage Vincent Philippe, Matthieu Lagrive et Keiichi Kitagawa sur Suzuki. Cette victoire leur offre le titre mondial d'endurance.
  - Championnat du monde de motocross 2006 : le Belge Stefan Everts termine sa carrière par un dixième titre mondial. En MX2, victoire finale du français Christophe Pourcel.
- Rugby à XV, coupe du monde féminine : la Nouvelle-Zélande remporte la troisième édition de la Coupe du monde sur le score de 25 à 17 face l'Angleterre.
- Tennis, Fed Cup : victoire de l'équipe d'Italie qui bat la Belgique sur le score de 3 à 2.

## Samedi23 septembre
- Automobile, Champ Car : l'Américain A.J. Allmendinger remporte sa cinquième victoire cette saison lors du Grand Prix d'Elkhart Lake.
- Basket-ball : 
  - Championnat du monde de basket féminin : l'Australie remporte le premier titre mondial de son histoire en battant la Russie par 91 à 74.
  - Pro A : ouverture du championnat de France masculin de Pro A.
- Speedway, Speedway Grand Prix 2006 : l'Australien Jason Crump conserve son titre de champion du monde de speedway acquis en 2005 à l'issue du dernier Grand Prix de la saison en Pologne.

## Dimanche24 septembre
- Rallye automobile :  Sébastien Loeb porte son record de victoire à 28 en remportant le Rallye de Chypre, devançant son dauphin  au classement du championnat du monde, Marcus Grönholm, de 21 secondes.
- Cyclisme, Championnat du monde sur route : Paolo Bettini s'impose devant Erik Zabel et Alejandro Valverde
- Équitation : Nicolas Touzaint et Galan de Sauvagère vainqueurs de la Finale de la Coupe du Monde de concours complet à Malmö (Suède).
- Golf, Ryder Cup : la sélection européenne dirigée par le capitaine gallois Ian Woosnam conserve son trophée en battant par 18 et ½ à 9 et ½ la sélection américaine de Tom Lehman.
- Moto : 
  - Championnats du monde de vitesse : Valentino Rossi, en terminant 2e du Grand Prix du Japon derrière Loris Capirossi, revient à seulement 12 points du leader du championnat de MotoGP Nicky Hayden. En 250 cm3, victoire du japonais Hiroshi Aoyama. En 125 cm3, Mika Kallio remporte son 3e grand prix de la saison.
  - Motocross des nations : les États-Unis remportent pour la deuxième année consécutive le motocross des nations.
- Tennis, Coupe Davis : l'Argentine et la Russie se qualifient pour la finale aux dépens de l'Australie et des États-Unis.

## Mardi26 septembre
- Football, seconde journée de la Ligue des champions 2006-2007 : 
  - Real Madrid 5-1 Dynamo Kiev;
  - Steaua Bucarest 0-3 Olympique lyonnais;
  - Benfica 0-1 Manchester United;
  - Celtic Glasgow 1-0 FC Copenhague;
  - Arsenal 2-0 FC Porto;
  - CSKA Moscou 1-0 Hambourg SV;
  - Lille OSC 0-0 Milan AC;
  - AEK Athènes 1-1 RSC Anderlecht.

## Mercredi27 septembre
- Football, seconde journée de la Ligue des champions 2006-2007 : 
  - Levski Sofia 1-3 Chelsea;
  - Werder Brême 1-1 FC Barcelone;
  - Spartak Moscou 1-1 Sporting Portugal;
  - Inter Milan 0-2 Bayern Munich;
  - Girondins de Bordeaux 0-1 PSV Eindhoven;
  - Liverpool 3-2 Galatasaray;
  - Chakhtior Donetsk 2-2 Olympiakos;
  - Valence CF 2-1 AS Rome.

## Principaux rendez-vous sportifs du mois de septembre 2006
- 19 août au 3 septembre : championnat du monde de basket-ball masculin au Japon.
- 20 août au 3 septembre : jeux équestres mondiaux.
- 26 août au 17 septembre : Tour d'Espagne cycliste.
- 28 août au 10 septembre : US Open de tennis.
- 29 août au 18 septembre : Coupe du monde féminine de rugby à XV.
- 1er au 3 septembre : rallye automobile du Japon.
- 2 septembre : ouverture du Championnat d'Angleterre de rugby à XV 2006-2007.
- 4 au 10 septembre : Tour de Pologne cycliste.
- 6 au 17 septembre : Championnat du monde de hockey sur gazon masculin en Allemagne
- 7 septembre : football américain, ouverture de la saison de la NFL
- 8 septembre : handball, Championnat de France de handball masculin 2006-2007, reprise du championnat
- 9 au 17 septembre : Championnat du monde de pêche à la mouche au Portugal
- 10 septembre : formule 1, Grand Prix automobile d'Italie
- 10 septembre : vitesse moto, Grand Prix de Malaisie
- 12 au 23 septembre : basket-ball, Championnat du monde de basket féminin au Brésil
- 16 au 17 septembre : athlétisme, Coupe du monde des nations d'athlétisme à Athènes
- 16 au 17 septembre : moto, Bol d'or sur le circuit de Nevers Magny-Cours
- 16 au 17 septembre : tennis, finale de la Fed Cup
- 17 septembre : formule 1, Grand Prix automobile de Belgique
- 17 septembre : vitesse moto, Grand Prix d'Australie
- 18 au 27 septembre : badminton, Championnats du monde de badminton à Madrid
- 19 au 24 septembre : cyclisme, Championnats du monde de cyclisme sur route à Salzbourg
- 20 au 24 septembre : squash, Championnats du monde de squash par équipes à Edmonton
- 21 septembre au 24 septembre : golf, Ryder Cup en Irlande
- 22 au 24 septembre : rallye, Rallye de Chypre
- 22 au 24 septembre : tennis, demi-finale de la Coupe Davis
- 24 septembre : vitesse moto, Grand Prix du Japon
- 24 septembre : moto-cross, Motocross des nations à Matterley Basin
- 26 septembre : volley-ball, début de la Ligue des champions de volley-ball
- 26 septembre au 1er octobre : lutte, Championnats du monde de lutte à Guangzhou
- 29 septembre au 7 octobre : escrime, Championnats du monde d'escrime à Turin